# Nuevo Ejército del Pueblo
El Nuevo Ejército del Pueblo (BHB según sus siglas en filipino; en inglés: New People's Army) es el ala militar del Partido Comunista de las Filipinas. Fue creado el 29 de marzo de 1969. El NEP lleva a cabo su lucha armada basándose en la línea estratégica de la guerra popular prolongada, y es el principal actor en la rebelión comunista en Filipinas. El NPA ha sido calificado como grupo terrorista por los Estados Unidos y la Unión Europea.

## Historia
El NPA es un grupo maoísta fundado en 1969 con el objetivo de derribar al gobierno mediante la lucha armada guerrillera, o como la llaman los maoístas, la "guerra popular prolongada". El presidente del Comité Central del CPP y fundador del NPA, José María Sison, presumiblemente continúa dirigiendo sus actividades desde los Países Bajos, donde se encuentra exiliado.
Aunque originariamente fue un grupo guerrillero eminentemente rural, el NPA tiene cierta infraestructura en las ciudades, con grupos que practican la guerrilla urbana.
Sus objetivos son fundamentalmente las fuerzas de seguridad, políticos, jueces, informadores del gobierno, arrepentidos del NPA y grupos rebeldes.
Se oponen a cualquier presencia norteamericana en Filipinas, atacando a ciudadanos estadounidenses en el país e instalaciones militares norteamericanas. Asesinaron a varios ciudadanos norteamericanos antes de la clausura de las bases en 1992.
A mediados de los años 2000 el NPA tenía 8.000 combatientes, lo que muestra una gran reducción de los 25.000 de 1987. En 2005 se estimaba que de un 3% hasta un 20% de sus 7.500 a 9.500 combatientes eran menores de 18 años.
Actúan principalmente en las islas de Luzón, Bisayas y parte de Mindanao.
Recientemente, tras el tifón que arrasó Filipinas, el NPA afirma haber aumentado sus militantes a 25.000 guerrilleros.

## Formación
Las raíces del NPA pueden ser detectadas en el Hukbalahap (conocido más comúnmente como “los huks”), el brazo armado del primer Partido Comunista Filipino. Los huks primero se movilizaron para luchar contra la ocupación del territorio filipino por parte del Imperio Japonés durante la Segunda Guerra Mundial. Bajo el liderazgo de Luis Taruc y del entonces Secretario General del PKP, José Lava, los huks continuaron su guerra de guerrillas contra los EE. UU. y los primeros gobiernos filipinos independientes antes de rendirse ante el presidente Ramón Magsaysay en 1954. Al comenzar la década de 1960 la campaña de los huks comenzó a decaer.
Después de la ruptura sino-soviética, los partidos comunistas alrededor del mundo se dividieron entre los prosoviéticos y los pro-chinos. El PKP se separó de la antigua franja soviética del Partido Comunista de Filipinas-1930 el 26 de diciembre de 1968. Tres meses después, el 29 de marzo de 1969 el PKP reorganizó la vieja milicia de los huks, la cual pasó a llamarse “Nuevo Ejército del Pueblo”, en el aniversario de la formación de la resistencia armada contra Japón en 1942. La formación fue llevada a cabo cuando José María Sison se encontró con un antiguo miembro de los huks, Bernabé Buscayno, conocido también como Comandante Dante.
El NPA se adhiere al maoísmo y lucha en contra de la ideología expresada por el concepto de Nueva Democracia. En sus comienzos, el NPA contaba con apenas 60 guerrilleros y 34 rifles, pero durante la dictadura de Ferdinand Marcos el grupo se esparció a lo largo de todo el país. Después de la declaración de la Ley Marcial el 21 de septiembre de 1972, miles de estudiantes se unieron a las filas del NPA. Finalmente, el presidente Marcos levantó la ley marcial el 17 de enero de 1981. Hacia principios de la década de 1980 el grupo alcanzó su mayor número de seguidores, contando con alrededor de 25.000 militantes.
Sin embargo, los líderes del PKP, incluyendo a Sison, fueron encarcelados a mediados de la década de 1970. Los jefes que quedaron a cargo del NPA continuaron con la guerra de guerrillas, pero comenzaron a cometer violaciones a los derechos humanos como extorsión, secuestros y encabezaron insurrecciones urbanas. Esta línea se desviaba del NPA original, compuesto en su mayoría por campesinos armados. El NPA ha sido clasificado como una organización terrorista por parte tanto de Estados Unidos como de la Unión Europea.

## Movimiento de la Segunda Gran Rectificación
Durante la década de 1990 hubo un proceso de autocrítica interna acerca de las acciones llevadas a cabo por el grupo durante la década anterior, que derivó en el Movimiento de la Segunda Gran Rectificación, lanzado en 1992 y completado en 1998. La Segunda Rectificación dio por finalizada una purga interna en la que decenas de miembros del NPA fueron asesinados bajo la acusación de ser espías infiltrados del Ejército y de los servicios de inteligencia filipinos. El excombatiente del NPA Robert Francis García relató los asesinatos en su libro “To Suffer Thy Comrades”, y creó la organización “Peace Advocates for Truth, Healing and Justice” (PATH), un grupo conformado por los supervivientes de las purgas y por los familiares y amigos de las víctimas. Gracias a esta Segunda Rectificación, los rebeldes del NPA se disculparon con las comunidades que fueron víctimas y hasta ofrecieron compensaciones a las víctimas de las purgas.
El NPA se adjudicó la responsabilidad sobre el asesinato del James “Nick” Rowe, un coronel del Ejército de los Estados Unidos y fundador, en 1989, de la organización Supervivencia, Evasión, Resistencia y Escape (SERE) (en inglés: U.S. Army Survival, Evasion, Resistance and Escape). El coronel Rowe fue parte de un programa de asistencia militar al Ejército filipino. Por esto, según el NPA, se convirtió un objetivo militar legítimo.

## Después del 11 de septiembre de 2001
El NPA fue declarado por Estados Unidos como una organización terrorista extranjera en agosto de 2002, y por la Unión Europea en noviembre de 2005. El fundador del movimiento, José María Sison, vive en los Países Bajos exiliado.
No es extraño para algunos elementos del NPA, como parte de sus funciones como gobierno en la sombra cubriendo varias provincias de Filipinas, recaudar “impuestos revolucionarios” de pequeños negocios y reclutar políticos. En 1995 el NPA emitió un comunicado aprobando las relaciones homosexuales y, en 2005, se concretó el primer matrimonio gay entre dos de sus guerrilleros.
En marzo de 2005, el sindicalista Satur Ocampo fue arrestado bajo el cargo de asesinato en relación con las purgas ocurridas dentro del Partido durante la década de 1980. Miembros de los partidos de izquierda filipinos entendieron esto como una persecución hacia los comunistas.
En febrero de 2008 Avelino Razón, jefe de la Policía Nacional Filipina, declaró que el NPA cuenta con solo 5.700 militantes, luego de la destrucción de 13 bases de la guerrilla en 2007. Es el nivel más bajo de miembros en los últimos 20 años. El NPA estuvo presente en 69 de las 81 provincias filipinas desde 1969. Aproximadamente 40.000 personas han muerto en estos conflictos.

### Actividad en 2019
El 2 de julio dos rebeldes fueron asesinados en un enfrentamiento registrado en la localidad de Lupi, Camarines Sur, recuperando armas de alto calibre en el lugar del enfrentamiento.
El 17 de julio miembros del Frente Guerrillero 53 del NPA emboscaron a dos soldados fuera de servicio que se transportaban en una carretera en el pueblo de Arakán, Cotabato Norte.
El 18 de julio un enfrentamiento dejó un guerrillero muerto y un soldado herido en Kabasalan, municipalidad de Zamboanga-Sibuguey.
El 19 de julio guerrilleros atacaron una base militar en Barangay Balanni, Santo Niño (Cagayán), sin dejar heridos
El 21 de julio miembros del NPA emboscaron a grupo de policías en barangay , Ayungon, Negros Oriental. Los rebeldes clamaron robar las armas de los uniformados después del ataque.
25 de julio un ataque a tiros dejó a un soldado herido en Barangay Rogongon, a las afueras de Iligan, Lanao del Norte.
El 28 de julio del 2019 un soldado filipino perteneciente a la tribu Higaonon durante un enfrentamiento armado contra miembros del NPA a las afueras del bangaray Kibanban, Babagasag, Mindanao del Norte.
El 8 de agosto tres guerrilleros y un soldado murieron después de un tiroteo, además de dos oficiales fueron heridos en Barangay Buenavista, Himamaylan, Negros Oriental.
El 11 de agosto un miembro del CAFGU fue herido después de un ataque a balazos en Las Navas, Sámar del Norte. El miliciano está fuera de peligro, y la búsqueda tras los rebeldes sigue en curso
15 de agosto dos miembros del CAFGU (Unidad Geográfica de las Fuerzas Armadas Civiles) murieron después de un ataque por parte de guerrilleros a un destacamento en Sitio Mong-ol, Sallapadan Provincia de Abra.
18 de agosto miembros del ejército desactivaron un dispositivo explosivo improvisado con un peso de cinco kilos a las afueras de Barangay Cagsiay, Mauban en provincia de Quezón. El mismo día guerrilleros matan a tiros a Virgelio Balogo Loquias, jefe de la villa San António, localizada en Hilongos, provincia de Leyte. El ataque ocurrió el jueves en la tarde cerca de un arroyo cuando cuatro hombres armados lo atacaron.
El 19 de agosto guerrilleros del NPA llevaron a cabo una rápida incursión en el puesto de seguridad de Minergy Power Corp. en la ciudad de Babagasag, Misamis Oriental.
21 de agosto un miliciano CAFGU murió después de un tiroteo contra miembros del NPA en la municipalidad de San Vicente de Laak, en Dávao de Oro. El mismo día un enfrentamiento contra militares un guerrillero muerto, dejó siete guerrilleros arrestados y dos más prófugos en la ciudad de Ozámiz en Misamis Occidental.
24 de agosto al menos dos soldados y dos guerrilleros murieron así como un soldado fue herido después de un tiroteo que duró más de dos horas a las afueras en Calbayog en la provincia de Sámar.
El 1 de septiembre cinco guerrilleros murieron y tres fueron heridos después de un enfrentamiento en Barangay Paitan, Escalante, Negros Occidental. Los soldados heridos fueron víctimas de un explosivo improvisado, y las tropas no pudieron recuperar los cuerpos de las víctimas rebeldes, pero vieron a los enemigos arrastrándolos como también lo presenciaron los residentes locales.
8 de septiembre un soldado que realizaba un apoyo al Departamento de medio ambiente y recursos naturales resultó herido después de un enfrentamiento que tuvo lugar en Punta de Brook, Palawan.
12 de septiembre un ataque incendiario se registró en el pueblo de Igcocolo, Guimbal, dejando tres maquinarias pesadas quemadas
16 de septiembre Dos policías resultaron ilesos y lograron herir a uno de los dos presuntos miembros del escuadrón de ataque del Ejército Popular Nuevo (NPA) en un tiroteo durante una emboscada en su vehículo policial en Antipas, Cotabato del Norte, el lunes por la mañana.
El 23-25 una serie de enfrentamientos armados sucedieron en la municipalidad en Barangay Ongyod, Miagao en Iloilo dejando un civil de 16-19 aproximadamente que se cree que era guerrillero del NPA. Otros enfrentamientos en Cabugao e Igbarás se reportaron, sin dejar bajas, solo decomisando artefactos explosivos e incendiarios.
26 de septiembre un tiroteo dejó un soldado muerto y un soldado herido en la municipalidad de Sagada, provincia de La Montaña. Los soldados encontraron dos minas antipersonal y una variedad de componentes químicos para dispositivos explosivos improvisados en las cercanías del lugar del enfrentamiento.
29 de septiembre un guerrillero murió después de in tiroteo en Sitio Bangkalawan, Bukidnon. Un informe publicado por la 403.ª Brigada de Infantería del Ejército de Filipinas (403.ª IBde) identificó al rebelde NPA asesinado como Joven Manggatawan, también conocido como "Amana".
El 3 de octubre un enfrentamiento tuvo lugar en Manjuyod, Negros Occidental, sin que se reportasen heridos en la zona.
5 de octubre siete guerrilleros fueron arrestados en Puerto Princesa, Palawan, entre los arrestados había un comandante guerrillero. Los sospechosos fueron arrestados en un puesto de vigilancia en una carretera de la provincia.
10 de octubre Un policía del Sexto batallón de Fuerzas Móviles Regionales (Regional Mobile Force Battalion) resultó herido después de un tiroteo durante una operación contra guerrilleros en la villa de Tan-awan, Kabankalán, Negros Occidental. El oficial resultó con heridas serias, pero está en condición estable.
14 de octubre tres rebeldes murieron después de un tiroteo donde se decomisaron armas largas y municiones en el municipio de Las Navas, Samar del Norte.
17 de octubre un ataque incendiario dejó una excavadora severamente dañada sin dejar heridos, perteneciente a la empresa CTB Construction en barangay Campo, Bacuag, Surigao del Norte.
El 22 de octubre un tiroteo dejó un policía muerto y tres heridos en la zona montañosa de Barangay Burgos, municipalidad de San Guillermo, Isabela. Las autoridades siguen en búsqueda de los responsables del ataque.
El 11 de noviembre es arrestado un instructor de la guerrilla en la municipalidad de Sultán Kudarat, mientras el 25 de noviembre un líder del Frente del Sur de Luzon, llamado "Ka Diego" es arrestado en San Juan en la Gran Manila filipina
Un enfrentamiento dejó seis soldados y un guerrillero murieron y otros veinte soldados resultaron heridos reportándose el 12 de noviembre en la municipalidad de Boronga, Samar Oriental. Los soldados pertenecientes al 8.º Batallón de Infantería, los uniformados realizaban una operación contra guerrilleros que extorsionaban a la población.
El 19 de noviembre un campesino originario de Samar murió y un oficial de villa cerca de la municipalidad de Inubod en Matuguinao, Samar. El campesino era un exguerrillero.
25 de noviembre un rebelde murió y otros siete resultaron heridos en Barangy Cansalungon, Isabela en Negros Occidental.
El 13 de diciembre un policía murió y dos civiles murieron y otros quince resultaron heridos después de un ataque con explosivos perpetrada por guerrilleros cerca de la villa de Libutan, Borongan, Samar Oriental. Las autoridades dijeron que los siete miembros del personal se encontraban a bordo de una patrulla Hilux en camino a la sede de la Oficina de Policía Provincial del Samar Oriental (ESPPO) cuando explotó un presunto IED.
15 de agosto un tiroteo dejó cuatro guerrilleros muertos, cuando miembros del ejército fueron sorprendidos por guerrilleros pero estos regresaron la agresión.
19 de diciembre: Dos rebeldes de alto rango, Eleuterio Sadyaw Agmaliw alias "Omeng" y Freddie Daileg alias "Poldo", murieron después de un enfrentamiento

## Relaciones internacionales
El NPA ha sido relacionado con la insurgencia naxalita en la India habiendo provisto de entrenamiento y apoyo técnico.
En los años 80 recibieron financiación y armamento del Gobierno de Gaddafi en Libia.
En numerosas ocasiones han denunciado a China como "potencia imperialista que viola activamente la soberanía de Filipinas valiéndose de métodos económicos coactivos y militares". Además de denunciar el uso del término "socialismo con características chinas" como un lema vacío siendo la economía china un "monopolio capitalista ultranacionalista"  y habiéndose convertido en una potencia imperialista. En mayo de 2021 denunciaron que varias empresas chinas estaban destruyendo las tierras de minorías étnicas además de estar detrás de la destrucción de recursos naturales en el mar de Filipinas. 

## Amnistía
El 5 de septiembre de 2007, la presidenta filipina Gloria Macapagal-Arroyo firmó la proclamación de amnistía para 1.377 miembros del PKP y su brazo armado, el NPA, además de otros grupos revolucionarios. La amnistía abarca los crímenes en nombre de la rebelión y de creencias políticas, pero no incluye violación, tortura, secuestro u el uso y tráfico de drogas ilegales, ni violaciones de leyes o convenios internacionales. El Comité Nacional para la Integración Social (NCSI, según sus siglas en inglés) debe expedir un Certificado de Amnistía para quienes cuya solicitud fue aprobada. 